# Divize F
Moravskoslezská divize – skupina F tvoří společně s ostatními divizními skupinami (A, B, C, D a E) čtvrtou nejvyšší fotbalovou soutěž v Česku. Je řízena Řídící komisí pro Moravu.
Hraje se každý rok od léta do jara se zimní přestávkou. Soutěže se účastní 16 týmů, které se spolu během 30 hracích kol utkávají systémem každý s každým dvoukolovým systémem podzim–jaro.
Vznikla v sezoně 2019/2020, od které jsou na Moravě a ve Slezsku zřízeny 3 divizní skupiny po 14 účastnících. Tato změna souvisí s koncem Juniorské ligy a zpětným začleněním B-mužstev některých prvoligových a druholigových týmů do mužských soutěží. Od sezony 2023/24 je účastníků 16.
Z důvodu pandemie covidu-19 v Česku byl ročník 2019/2020 z rozhodnutí FAČR ukončen po třinácti odehraných kolech. Stejně tak byl po necelých 10 odehraných kolech ukončen ročník 2020/2021.

## Herní systém
Hraje se každý rok od léta do podzimu, v zimě je soutěž přerušena a na jaře se hrají zbývající utkání. Obvykle se polovina předepsaných zápasů sehraje před přestávkou a zbývající polovina v jarní části.
Soutěže se obvykle účastní 14 týmů. Každé mužstvo s každým soupeřem sehraje dvě utkání, a sice jednou na svém domácím hřišti a jednou na hřišti soupeřově. Mistrem se stává tým s nejvyšším počtem bodů v tabulce.

### Postupující z Divize F do vyšší soutěže (MSFL)
Do Moravskoslezské fotbalové ligy (3. nejvyšší soutěž) postupuje tým umístěný na prvním místě tabulky. Tím je družstvo, které dosáhne během sezóny největšího počtu bodů, v případě rovnosti rozhodují další atributy (větší počet bodů získaný ve vzájemných utkáních → lepší brankový rozdíl ze vzájemných utkání → větší počet branek vstřelený ve vzájemných utkáních → lepší brankový rozdíl ze všech utkání → větší počet branek v celé soutěži → kvalifikační utkání či los).

### Sestupující z Divize F do nižší soutěže
Do příslušných krajských přeborů sestupují zpravidla poslední dva týmy, jejich počet však záleží na sestupech z vyšších soutěží a zájmu o postup z nižších soutěží.

### Postupující z nižších soutěží (krajské přebory) do Divize F
Do Divize F postupují vítězové Přeboru Moravskoslezského kraje, Přeboru Olomouckého kraje, dále případně vítěz Přeboru Zlínského kraje s přihlédnutím ke vzdálenostem mezi týmy a dle počtu uvolněných míst v Divizi D, Divizi E a Divizi F.

### Sestupující z vyšší soutěže (MSFL) do Divize F
Týmy sestupující z MSFL do Divize F jsou týmy spadající oblastně do Přeboru Moravskoslezského kraje, Přeboru Olomouckého kraje, dále případně do Přeboru Zlínského kraje s přihlédnutím ke vzdálenostem mezi týmy a dle počtu sestupujících.

## Vítězové
| Ročník  | Vítězný tým                      |
| ------- | -------------------------------- |
| 2019/20 | MFK Karviná „B“ (neúplný ročník) |
| 2020/21 | MFK Karviná „B“ (neúplný ročník) |
| 2021/22 | 1. BFK Frýdlant nad Ostravicí    |
| 2022/23 | MFK Karviná „B“                  |
| 2023/24 | TJ Unie Hlubina                  |
| 2024/25 | FK SK Polanka nad Odrou          |

### Vícenásobní vítězové
- 3 – MFK Karviná „B“ (2019/20, 2020/21, 2022/23)